# バート・I・ゴードン
バート・I・ゴードン（Bert I. Gordon、1922年9月24日 - 2023年3月8日）は、アメリカ合衆国の映画監督。
ウィスコンシン州ケノーシャ生まれで、本名はバート・アイラ・ゴードンBert Ira Gordon。『戦慄!プルトニウム人間』、『Village of the Giants』など、SF、ホラーのB級映画で知られる。

## 略歴
テレビ・コマーシャルの監督から映画界に転じ、1954年に『Serpent Island』を製作。1957年から、AIPで作品を量産する。
ゴードンの作品の殆どは巨大生物ものである。『King Dinosaur』では、有史前の地球と類似した惑星を訪れた調査隊に巨大イグアナなどが襲いかかる。ピーター・グレイブス主演の『世界終末の序曲』では、巨大イナゴの群れがシカゴに襲来する。『The Cyclops』では、メキシコ奥地の山中に、ギリシア神話のキュクロープスに似た巨人が現れる。この巨人のデザインと設定（放射能によって人間が巨大化）は、『戦慄!プルトニウム人間』およびその続編『巨人獣』の巨人（マニング大佐）にそっくり受け継がれている。『吸血原子蜘蛛』に登場するのは巨大な蜘蛛。主人公がアルバイトする映画館で『戦慄!プルトニウム人間』が上映されているという楽屋オチもある。『魔法の剣』は、ロールプレイングゲームのような剣と魔法のヒロイック・ファンタジーだが、ドラゴンや魔法使いとともに場違いな巨大猿人が登場する。『Village of the Giants』では、ロン・ハワード扮する天才少年が作った食べ物を食べて、ボー・ブリッジス扮する不良少年たちが巨大化する。原作はH・G・ウェルズの『神々の糧』で、『巨大生物の島』も同じ原作だが、この映画では、巨大化するのは人間でなくネズミである。『巨大蟻の帝国』もウェルズが原作で、リゾート地を巨大アリが襲う。巨大生物の反対に人形サイズの微小生物が出てくる映画もあり、『人間人形の逆襲』がそれである。
特殊効果には、スクリーン・プロセス（リアプロジェクション）が用いられている。そのことと名前のイニシャルにひっかけて、「ミスター・B.I.G.」と呼ばれている。ウィスコンシン大学マディソン校で学位を得ていた。
2023年3月8日、ロサンゼルスの病院にて死去。100歳没。

## 監督作品
- King Dinosaur（1955年）
- 世界終末の序曲 Beginning of the End （1957年）
- The Cyclops（1957年）
- 戦慄!プルトニウム人間 The Amazing Colossal Man （1957年）
- 吸血原子蜘蛛 Earth vs. the Spider （1958年）
- 巨人獣 War of the Colossal Beast （1958年）
- 人間人形の逆襲（生きていた人形） Attack of the Puppet People （1958年）
- Tormented（1960年）
- The Boy and the Pirates（1960年）
- 魔法の剣 The Magic Sword （1962年）
- Village of the Giants（1965年）
- Picture Mommy Dead（1966年）
- How to Succeed with Sex（1970年）
- Necromancy（1972年）
- マッドボンバー The Mad Bomber （1973年）
- 巨大生物の島（巨大ネズミの襲撃） The Food of the Gods （1976年）
- 巨大蟻の帝国 Empire of the Ants （1977年）
- Burned at the Stake（1981年）
- Let's Do It!（1982年）
- The Big Bet'（1985年）
- Satan's Princess（1990年）